# دو رو
دو رو (به لاتین: Do Ru) یک منطقهٔ مسکونی در افغانستان است که در ولایت بامیان واقع شده‌است.